# Галя, у нас отмена!
«Галя, у нас отмена!» — российский комедийный телесериал, выходящий в 2023—2024 годах. Произведен компаний Keystone Production по заказу телеканала «СТС».

## Сюжет
Бармен Фил узнаёт информацию от руководителя гипермаркета о номере бутылки, которая может принести главный приз в лотерее — автомобиль. Не теряя времени, молодой человек устраивается в магазин на должность продавца, но из-за его неосторожности происходит падение стеллажа с товарами. Теперь ему предстоит возместить ущерб.

## В ролях
| Актёр                 | Роль                                     |
| --------------------- | ---------------------------------------- |
| Артём Кошман          | Фил, работник торгового зала             |
| Дарья Петриченко      | Ася, работница торгового зала            |
| Максим Лагашкин       | Егор Александрович, директор             |
| Настасья Самбурская   | Марго, заместительница директора         |
| Ксения Корнева        | Надя, заведующая складом и жена Дениса   |
| Тимофей Зайцев        | Денис, охранник и муж Нади               |
| Елизавета Гончаренко  | Людмила, кассирша                        |
| Алексей Кривеня       | Рома, грузчик                            |
| Ренат Мухамбаев       | Алибек, грузчик                          |
| Магомед Муртазаалиев  | Мага, грузчик                            |
| Маргарита Дьяченкова  | Алина, дочь Егора Александровича         |
| Александра Флоринская | Лариса, бывшая жена Егора Александровича |